# Knipling
Knipling er et håndarbejde, hvor et halvtransparent og mønstret stof fremstilles ved at kniple, dvs. krydse og sno tråde henover et kniplebræt. Derved fremkommer en lang strimmel, som kan anvendes til besætninger på beklædning og som boligtekstil.
Knipling benytter en pude til at lægge materialet på, og kniplenåle til at montere trådene på. Kniplenålene kan være fremstillet af træ eller i tidligere tider også elfenben.
Knipling er meget populært i Danmark. I Tønder i Sønderjylland afholdes hvert tredje år en stor knipling-festival. Den tiltrækker besøgende fra hele verden.

## Historie
Kniplinger menes at være opstået i Norditalien i 1500-tallet. Et testamente fra Sforza-familien i Milano fra 1493 nævner knipling.
Derfra har det spredt sig til nordvesteuropa og fik især stor udbredelse i Belgien. I 1700-tallet udviklede kniplingen sig til en regulær hjemmeindustri i området omkring Tønder. Omkring 1770 var der således omkring 12.000 kvinder, der ernærede sig som kniplersker i dette område. Omkring 1850 begyndte de håndlavede kniplinger at blive udkonkurreret af maskinfremstillede kniplinger, og sidst i 1800-tallet var hjemmeindustien helt uddød. Først i 1970'erne fik håndarbejdet en ny popularitet, men denne gang som en hobby. Hobbyen bliver stadig mere populær, og der er nu mere end 4.000 medlemmer af foreningen Knipling i Danmark. Foreningen udgiver bladet Kniplebrevet 4 gange årligt. Tilsvarende foreninger findes bl.a. i Tyskland, Holland, Storbritannien og USA, ligesom der findes en international forening OIDFA.

## Fremgangsmåde i knipling
Til knipling benyttes: Kniplebræt, kniplebrev, nåle, tråd og kniplepinde. Kniplebrættet er det underlag, som nålene fæstes i. Traditionelt benyttes et bræt med en valse, der kan drejes ganske små skridt ad gangen. Kniplebrevet er et stykke pap, hvorpå mønsteret og nålenes placering er trykt. Det er normalt nødvendigt at prikke hullerne i pappet på forhånd (med en såkaldt prikkenål), hvorfor pappet også kaldes et prikkebrev. Derefter monteres kniplebrevet på valsen, således at det når hele vejen rundt. Derved kan der i princippet fremstilles uendeligt lange baner af den færdige knipling. Derefter rulles, eller spoles, tråden op på kniplepindene. Der spoles typisk fra 1/2 meter op til 10 meter tråd på hver pind. Tråden spoles altid på pindene parvis, ligesom alt arbejde med pindene foregår parvis. Derfor angives antalles af pinde også i antal par. Til helt simple mønstre kan det være nok med 5 par, men almindeligvis bruges 30-50 par, og meget komplicerede mønstre kan involvere over 100 par kniplepinde. Arbejdet foregår nu ved, at der isættes nåle i de første af de forprikkede huller. Tråden lægges om nålen, og flettes sammen med de øvrige tråde ved hjælp af nogle få simple såkaldte slag. Tidligere benyttedes vedledninger, der mindede om strikkeopskrifter, men nu bruges udelukkende særlige arbejdstegninger, hvoraf de forskellige slag fremgår.

## Variationer
Traditionelt fremstilles de såkaldte båndkniplinger med brug af valsebræt som beskrevet ovenfor. Der kan dog også bruges brætter uden valse, hvormed ikke-båndformede kniplinger kan fremstilles. I de senere år er der fremkommet et enormt antal uhyre kreative mønstre, hvor der bl.a. benyttes tråd i mange farver, og endda arbejdes med metaltråd.